# ヤネス・ドルノウシェク
ヤネス・ドルノウシェク（スロベニア語: Janez Drnovšek、1950年5月17日 - 2008年2月23日）は、スロベニアの政治家。同国第2代大統領。

## 生涯
ツェリェ出身。経済学専攻で世界経済大学（オスロ）を卒業。博士論文「国際通貨基金とユーゴスラビア」で博士号を取得（ワシントン）。金融財政分野、国際経済協力分野の専門家。
農業団体「ザサヴィエ」の指導者、リュブリャナ銀行トルヴォル支店長として働き、駐エジプト・ユーゴスラビア大使館経済問題担当参事官補となる。
1974年からユーゴスラビア共産主義者同盟員。1984年からスロベニア社会主義共和国議会代議員、共和国委員会委員、スロベニア労働組合国際関係委員会議長を歴任した。1989年5月から1990年5月までユーゴスラビア幹部会議長。
スロベニア独立後、自由民主党を率いる。1992年5月 - 2000年5月、2000年11月 - 2002年12月まで首相を務めた。
2002年12月1日、大統領選の決選投票において56.8%を得票し、大統領に選出、2002年12月23日に就任した。2006年に自由民主党を離党した。
1期目の首相在任中である1999年に癌の診断を受けその後回復するも、大統領在任中の2003年に再発した。健康が不安視される中で2007年の大統領選挙に立候補せず治療に専念するが、2008年2月23日にブルフニカ近郊のザプラナで肺癌のため死去。57歳没。
| 公職                                     | 公職                                                               | 公職                                     |
| ---------------------------------------- | ------------------------------------------------------------------ | ---------------------------------------- |
| 先代 ミラン・クーチャン                  | スロベニア共和国大統領 第2代：2002年 - 2007年                      | 次代 ダニロ・テュルク                    |
| 先代 ロイゼ・ペテルレ アンドレイ・バユク | スロベニア共和国首相 第2代：1992年 - 2000年 第4代：2000年 - 2002年 | 次代 アンドレイ・バユク アントン・ロップ |
| 先代 ライフ・ディスダレヴィッチ          | ユーゴスラビア大統領評議会議長 第12代：1989年 - 1990年             | 次代 ボリサヴ・ヨヴィッチ                |
| 外交職                                   |                                                                    |                                          |
| 先代 ロバート・ムガベ                    | 非同盟諸国首脳会議事務総長 1989年 - 1990年                         | 次代 ボリサヴ・ヨヴィッチ                |